# Славгородська волость
Славгородська волость — адміністративно-територіальна одиниця Охтирського повіту Харківської губернії.
Найбільше поселення волості станом на 1914 рік:
- Славгород — 4450 мешканців.

Старшиної волості був Ільченко Гнат Васильович, волосним писарем — Головашев Борис Тимофійович, головою волосного суду — Карабут Козьма Олейсійович.